# Chilo auricilia
Chilo auricilia là một loài bướm đêm trong họ Crambidae.